# Neotheronia veles
Neotheronia veles är en stekelart som beskrevs av Krieger 1905. Neotheronia veles ingår i släktet Neotheronia och familjen brokparasitsteklar. Inga underarter finns listade i Catalogue of Life.